# いすゞ・TX

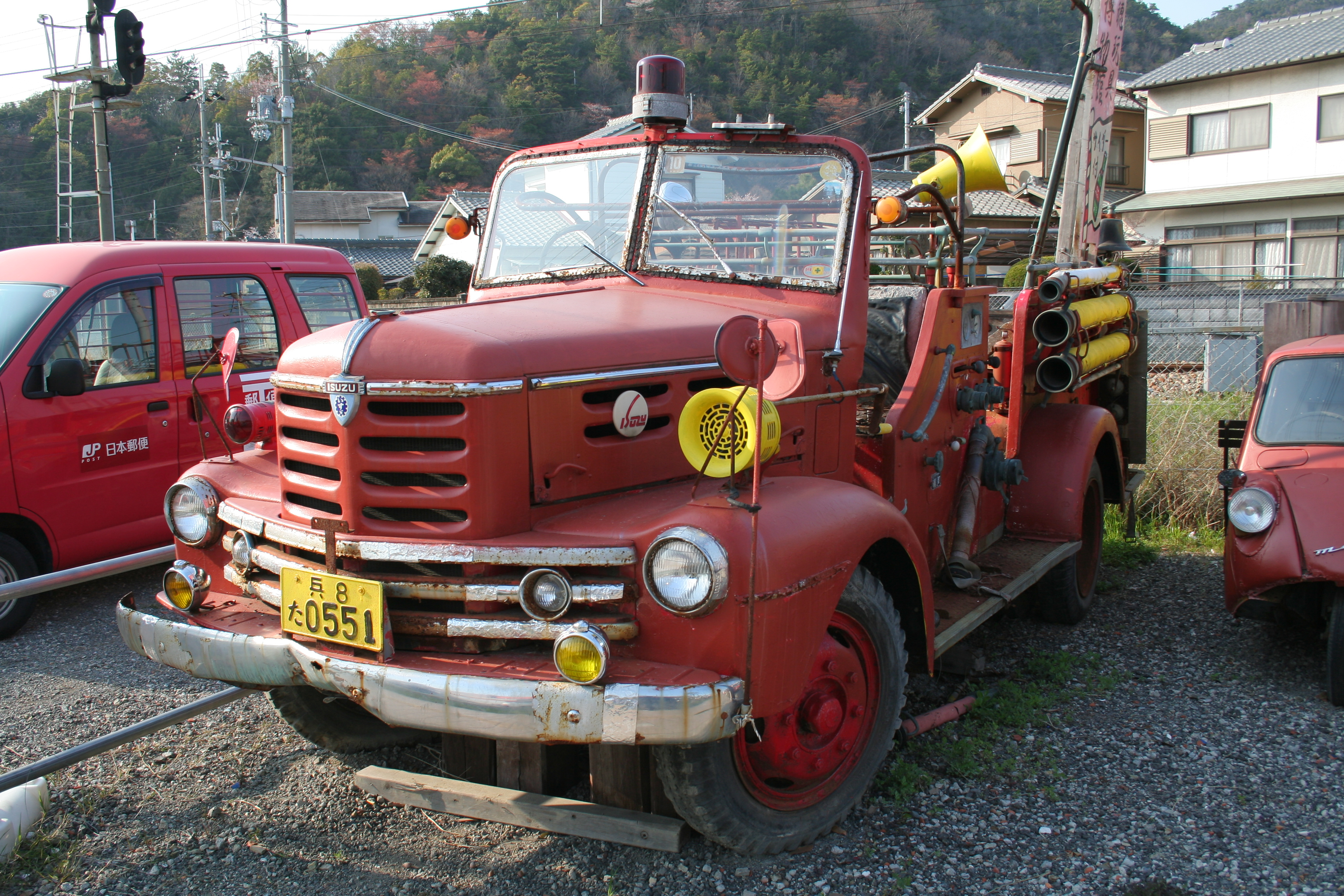
1950年代後半のTX消防車

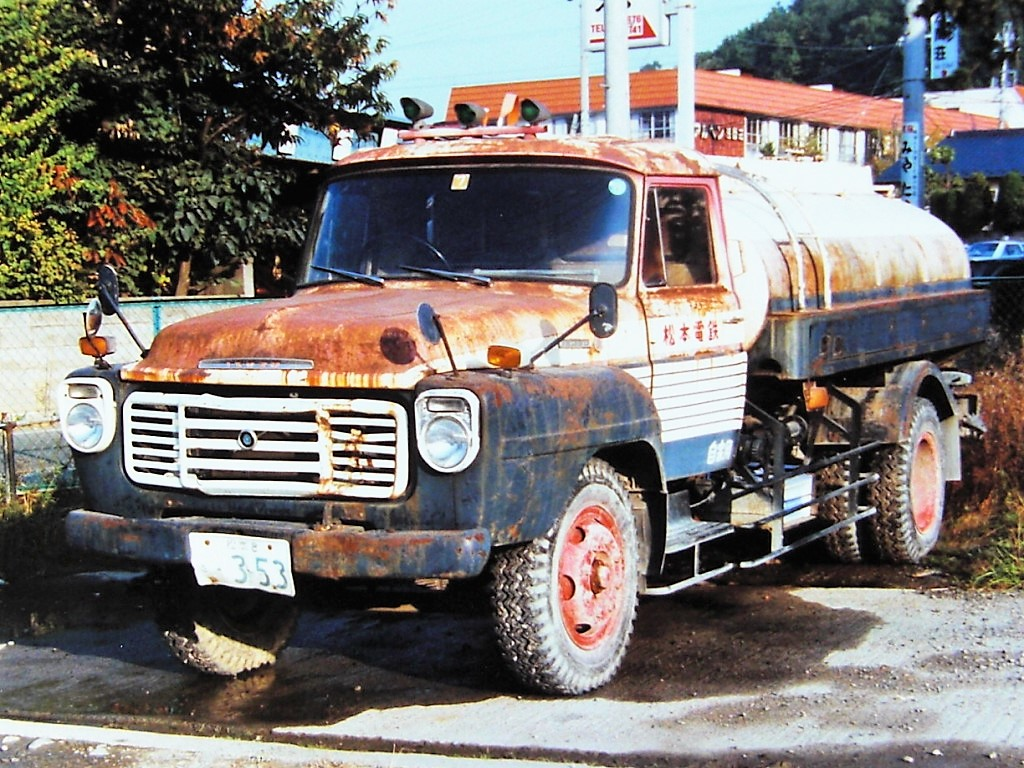
TXD30 1963年式 後ヒンジ型ボンネットを採用した1959年以降のスタイル

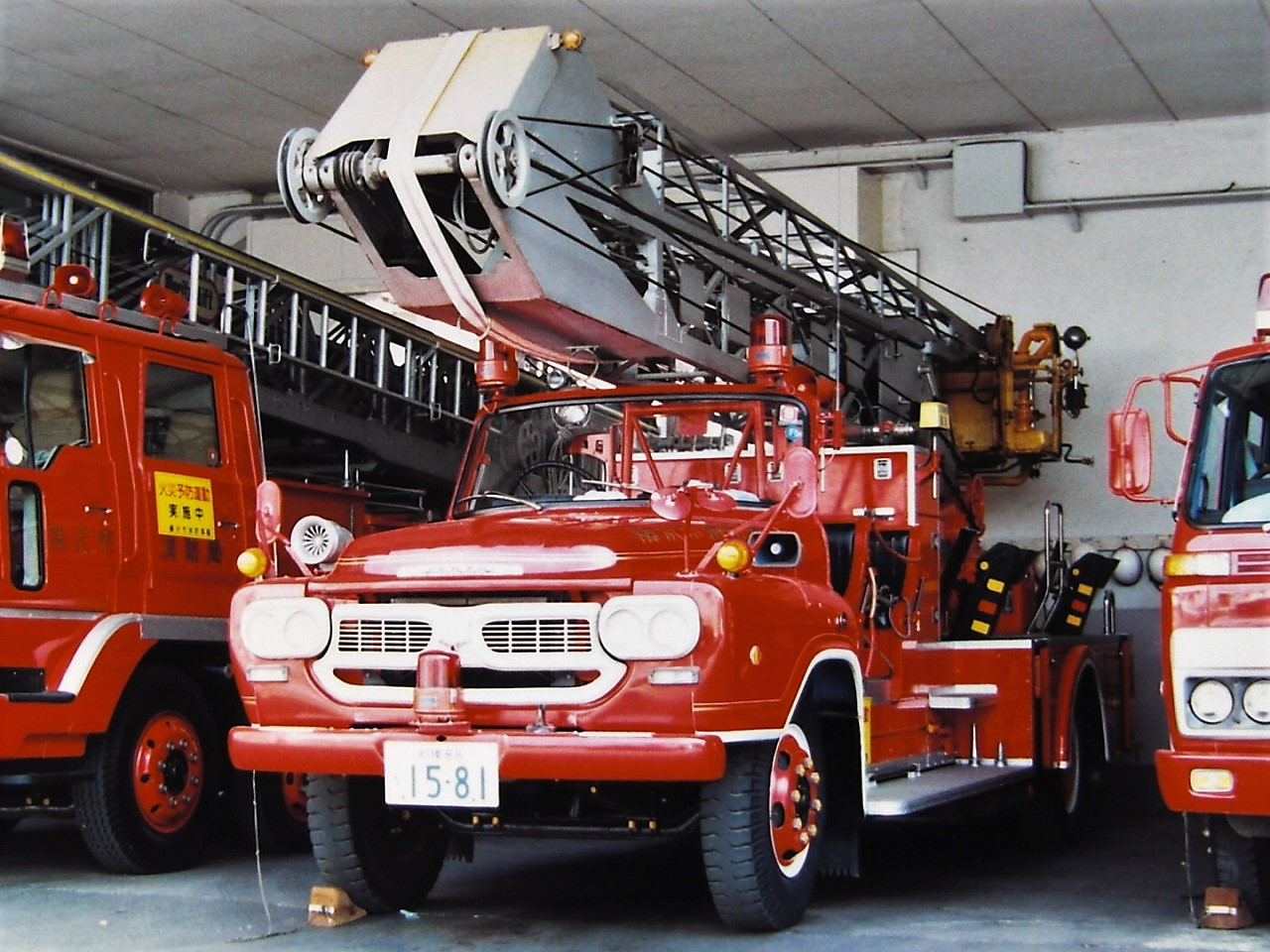
TXD53 1979年式 DA640型エンジン搭載 国内向けTXの最終年式車

TX（ティーエックス）は、いすゞ自動車が1935年から1979年にかけて製造・販売していた3.5-6.5t積みトラックである。
なお、ここでは1947年以前のTXを取り巻く状況についても記述する。

## TX以前
東京石川島造船所 自動車部-石川島自動車製作所 時代
- 1916年（大正5年） - 東京石川島造船所は自動車製造の調査を開始、伊フィアット車と英ウーズレー車の研究の後、翌年ウーズレー自動車と提携。
- 1922年（大正11年） - 苦労の末に国産ウーズレーA9型乗用車が完成。しかし輸入車相手に苦戦し、翌年の関東大震災で深川工場は壊滅的な被害を受け、A9型製造は打切られてしまう。
- 1924年（大正13年） - ウーズレーCP型1.5トン積トラック発売。水冷直列4気筒のCP型3.1Lガソリンエンジン26psを搭載。全長5.41m/軸距3.66m/全幅1.83m/全高2.25m。関東大震災後復興時期の米フォード/GM製など外国車攻勢に対抗するための法案「軍用自動車補助法」の適用[1]を受けた石川島製初のトラック。
- 1927年（昭和2年） - 英国ウーズレー自動車との提携解消。翌年のL型トラックから車名が「スミダ」になる。
- 1929年（昭和4年） - 石川島造船所から分離独立し、石川島自動車製作所となる。同年独自の新エンジンA4型とA6型、及びA6搭載のL型を元にローラーチェーン駆動の後後軸を追加したオフロード用6輪車（6x4）を開発。軍需用名称はスミダ六輪自動貨車。これはASW型、BSW型を経て後車軸ウォームギヤ駆動としたP型で完成した。これは後にエンジンをいすゞX型に変更し、かさ歯車駆動などの軽量化をしたS型へと進化する。

## 1945年以前のTX

### TX及びそれを取り巻く状況
- 1931年（昭和6年） - 昭和恐慌下の日本でノックダウン生産を始めていた外国車勢に価格的にも太刀打できず、石川島を含む国産3社[2]は、経営的に苦しい状況が続いていた。そこで国産自動車工業確立調査委員会[3][4]が設置され、国産各社トラック[5]が性能試験を受け分解検査を行った結果、3社協力して基本車種を造りそれを商工省標準形式自動車とする事となった。設計は鉄道省（島秀雄）がシャーシとボディー内外装、石川島はエンジン（同年スミダX型ガソリンエンジン完成）、ダット自動車製造はトランスミッション、東京瓦斯電気工業は車軸系を担当し、トラック系TX35/40[6]、バス系BX35/40/45[7]の試作が3社分担で開始される[8]。これが後の「いすゞ」となる[8]。
- 1932年（昭和7年） - 石川島自動車製作所とダット自動車製造が合併し自動車工業株式会社となる
- 1933年（昭和8年） - 自動車工業株式会社と東京瓦斯電気工業株式会社自動車部共同出資の販売会社が発足し、協同国産自動車株式会社となる。同年TX40型2t積（オンロード/ダート用）と、TX35型1.5トン積み（オフロード用）トラックを発売。どちらも水冷サイドバルブ・7ベアリング直列6気筒、4.39LガソリンエンジンGA40型65ps搭載。乾燥単板クラッチと前進4速式常時噛合変速機を備える。全長6.64m/軸距4m/全幅2.19m/全高2.11m。一方のバスはBX35が16-20人乗、BX40が21-29人乗、BX45が25-33人乗という仕様。この年社長の加納友之介が国情を鑑み、当時欧州でも研究が著についたばかりのディーゼルエンジンの研究会を発足させる。
- 1934年（昭和9年） - 商工省標準形式自動車を「いすゞ」と命名。同年TX系派生6x4のTU10型が日本陸軍初の国産制式トラック九四式六輪自動貨車[9]として制式採用される。全長5.4/軸距?m/全幅1.9m/全高2.25m。後にディーゼルエンジンも搭載され、ガソリン車を甲型、ディーゼル車を乙型と呼んだ（軍用型はテストや精度の検査基準が厳しく信頼性は高かったが、コストは民間型トラックの3倍以上かかった）。また、4x4トラックのVA型が完成する。
- 1937年（昭和12年） - 自動車工業株式会社と東京瓦斯電気工業（協同国産自動車株式会社含む）が合併し東京自動車工業株式会社となる。同年TX40改良 4t積み72ps軸距は4mのまま。更に軍用幌型ボディーと34x2タイヤを施し九七式四輪自動貨車として陸軍に制式採用され、九四式と共に主力トラックとして使用された。
- 1938年（昭和13年） - 川崎製造所（後の川崎工場）第1号車、TX40型トラックがラインオフ。同年九四式トラックをベースにした4x4モデルの試製四輪起動貨車が造られ、翌年から過酷な走行試験が始まる。また、DA30型空冷V12ディーゼルエンジンが造られる。
- 1939年（昭和14年） - ディーゼルエンジンDA40型（水冷直列6気筒・5.1L）が量産化。軍用トラック用統制エンジンとなる。同年、三菱重工、池貝自動車、神戸製鋼、新潟鉄工と共同出資によりヂーゼル機器（後のゼクセル）を設立。
- 1940年（昭和15年） - TX40を元にDA40型ディーゼルエンジンを搭載したTX50型を発売。
- 1941年（昭和16年） - 東京自動車工業株式会社から「ヂーゼル自動車工業株式会社」[10]と改称。DA40をベースに4気筒にしたDA70型が造られ、PK50型九八式四輪起動乗用車乙に搭載された（甲はJC型を経てPK10型となる）。更にボア、ストロークを拡大したDA60型（水冷直列6気筒、8.55L）の開発を開始。同年TX40積載量拡大を目的に車軸強化などを施したTX80型を一式四輪車甲、同ディーゼルエンジン搭載TX60型を一式四輪車乙として陸軍に正式採用された。同様にTU10/20型6x4系にも軸距4m化などの積載量拡大が施されTU30型（ガソリン）とTU50型（ディーゼル）が一式六輪貨車甲/乙として先行採用。同時にテストされ後にTU80型が一式六輪貨車改良型甲、TU60型が同乙型として正式採用される。
- 1942年（昭和17年） - DA10型空冷ディーゼルや装軌車両の生産規模を拡大するため日野製造所を分離、日野重工業（株）設立。同年積載量を拡大した7t積みのTB60型（全長7.8m/全幅2.3m/DA60型・統制型8Lディーゼル110ps搭載）が二式大型自動貸車として陸軍が制式採用、同系大型バスシャーシモデルのBB60型も発売される。また、6x6トラックのTG10型が試作されたが、試製四輪起動貨車の研究結果から4x4のTC20型が二式四輪起動貨車として正式採用された。
- 1943年（昭和18年） - 20t積み大型ダンプカーTH10型発売。軸距4.2m、DA60搭載。同年陸軍から戦時規格簡素型トラックの試作が命じられ、即製A案[11]に対しTB60型で対応。
- 1945年（昭和20年） - 8月にB-29の波状攻撃を受け、機械工場が爆撃を受ける。

### 同時期に造られたTX系以外の生産車両
- これら戦前戦中の軍用トラックは補給、砲牽引、防空（気球偵察/聴音/照空）、通信、衛生、半装軌、装甲などさまざまな軍用架装を施され派生型の元となった。また、軍用特殊車両としては、TA型九二式五屯牽引車（民間初の装軌車）、TB型九二式軽戦車（C6型空冷直列6気筒ガソリンエンジン45ps搭載）、TD型試製水陸両用戦車、TF型九四式四屯牽引車（全装軌）、ZB型九八式四屯牽引車、ZA型/KA10型/九八式六屯牽引車、CA80型九八式装軌貨車、ZK20型100式鉄道牽引車などが造られた。
- 一方民需向けは、PD型/PE型/ZF10型鉄道工作車、TG型/CA40型装軌自動車、WA型トラクター、ZF20型移動修理車、TC10/20四輪駆動車、ZS10型除雪車、H型/PA10型大型乗用車などがあった。

## TX系（戦後モデル3.5 - 6.5t積み）

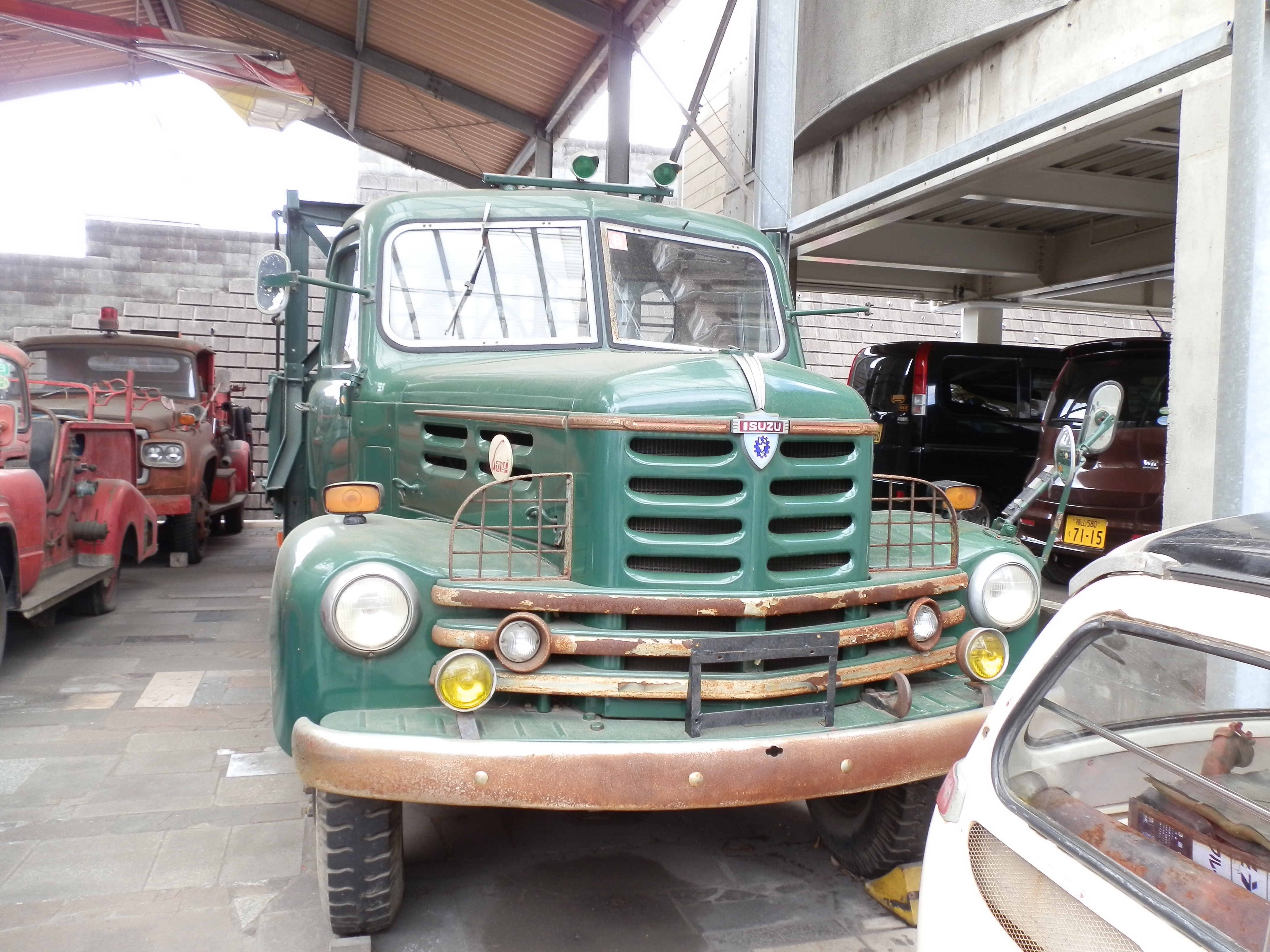
TXの平ボディー車

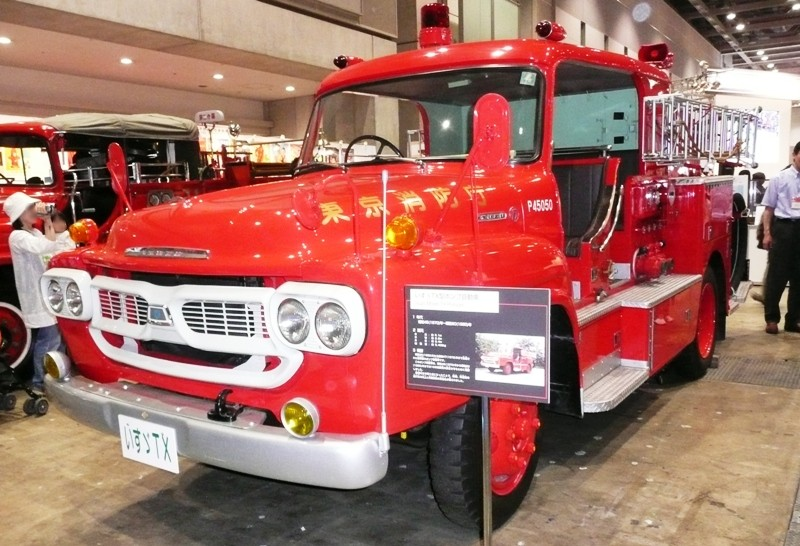
TXのポンプ車

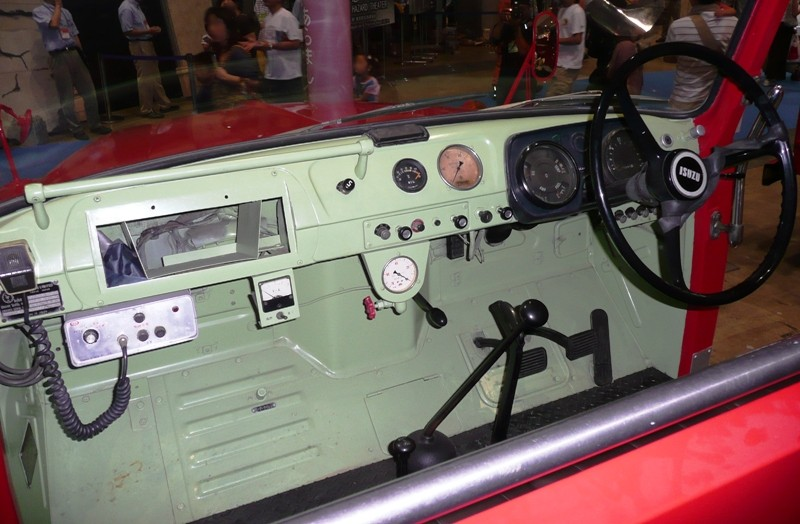
運転席

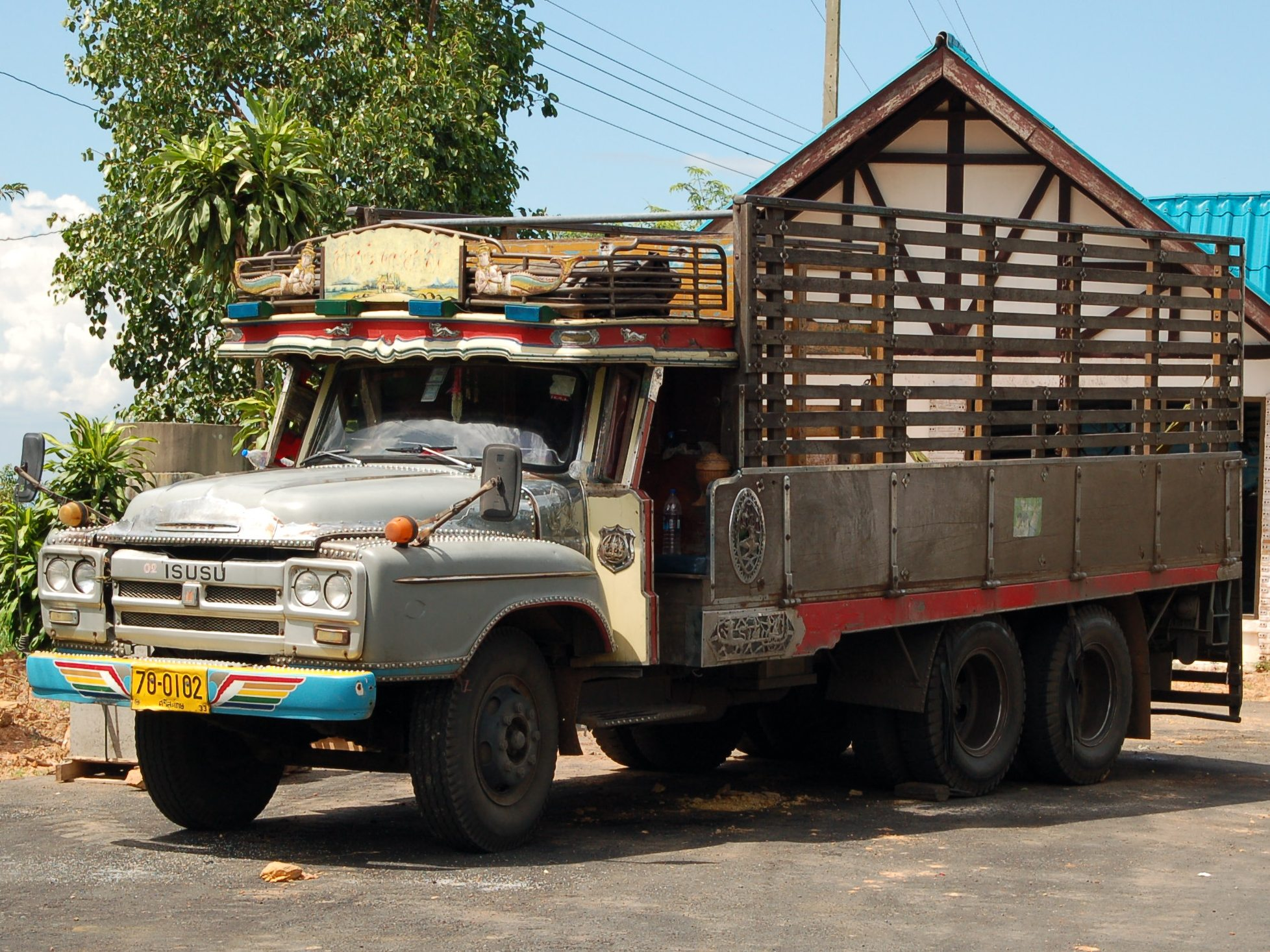
1980年頃のTX輸出仕様キャブ（シャーシは不明）

- 1945年 - 終戦後GHQ統制下、日本全体で1,500台/月生産制限の中、TX40やTU80を生産。
- 1946年 - TX80 TX40の荷台拡張型 5t積みガソリンエンジントラック 85psを発売。ディーゼルエンジンは資材不足により生産できず。
- 1947年 - TX61 6t積みディーゼルトラック。DA43型85ps搭載を発売。これがヒット商品となる。
- 1949年 - ヂーゼル自動車工業株式会社から「いすゞ自動車株式会社」に商号変更。
- 1950年 - TX30カーゴトラック。特需で大量生産される。同年エンジンもDA45型90psに改良。これは後にDA110型となる。
  - この頃ヘッドランプがフェンダー埋込みとなり、バンパーに沿った3本メッキグリルとなる。
- 1953年 - エンジンをDA48型5.65l,100psに改良。これは後にDA120型となる。
- 1956年 - TX531 5.5t積み。
- 1957年 - TX352 6t積み。
  - 1955年頃のTXカタログスペック
    - TX542 - 6t積み DA120型 120ps搭載 軸距4m 荷台長14尺→後の'63TXD50型。
    - TX552 - TX542の軸距4.3m、荷台長15尺（4.57m）モデル。

  - この頃、交通事故低減を目的に自動車運転免許に大型区分が追加されるが、更に後に中型区分が追加される。一方、ワトキンス報告書により舗装路化が始まる。これらは後に小型のTL(エルフ)/TK（エルフィン）、中型TY、大型TD/TPの3極化を促すきっかけとなる。
- 1959年 - TXD50/TXD70E キャブオーバーモデル追加（この頃よりディーゼルはTXD、ガソリンはTXGとなる）。
  - この頃ボンネットモデルがモデルチェンジ、フラッシュサイド的造形となり、エンジンフードも一枚の後ろヒンジとなる。
- 1962年 - この頃キャブをモデルチェンジ。丸屋根・前窓2枚平ガラス→平屋根・曲面1枚窓。型式はディーゼル車がTXD型、ガソリン車がTXG型に変更される。
- 1963年 - ヘッドランプ4灯化に伴い、グリルも変更となる。
  - 1965年頃のTXカタログデータ
    - DA120型/直列6気筒6126cc（125PS）ディーゼルエンジンを搭載。
    - 3.5-6トン積ボンネットトラックTXD10/20/30/40/50型。
    - 5-6トン積ボンネットトラックTXD20A/30A/40A/50A型。
    - 6-6.5トン積キャブオーバートラックTXD50E/70E型。
- 1974年 - マイナーチェンジ。ISUZUロゴが変更される。DA640型/直列6気筒6373cc（135PS）ディーゼルエンジンを搭載し、各形式の末尾の数字が3に変更される。
- 1979年‐TX系国内販売終了。ただし海外向けは80年代まで継続された。